# クリステン・ビヨルン
クリステン・ビヨルン (Kristen Bjorn、1957年10月12日 - )は、イギリスのゲイ・ポルノ監督およびプロデューサー。
過去にはゲイポルノ俳優としても活動していた。自分の名前を冠したゲイポルノ会社・スタジオを設立している。

## 幼年期
ビヨルンはロンドンでロシア人の母と英国人の父の下に生まれた。
彼はイギリス国籍ではあるが、父親が外交官として駐在していたアメリカ合衆国のワシントンD.C.で育った。彼には一人の兄と二人の姉がいる。1997年のインタビューでは家族のうち姉一人だけが彼の現在の職業を知っていると述べた。
高校を卒業すると、アジア、インド、ヨーロッパなど数々の国を幅広く旅した。当時の彼の目標はナショナル ジオグラフィックのような雑誌の写真家になることだった。彼は「世界中を旅して世界中の人を撮影したかった。私は違う文化に非常に興味を持っていた」と語った。

## キャリア
ビヨルンは1978年、サンフランシスコに到着すると、そこで初めてゲイ・コミュニティに触れることになる。「それは私にとって奇妙なものでした」とビヨルンは回想している。ゲイ雑誌に載っている男性の理想的な美しい姿に促されるように、ビヨルンはワークアウトをはじめ、自分の体格に注意を払うようになった。1980年になると彼はマンデイトの為にフレッド・バイソンズによって写真撮影された。それに続いてファルコン・エンターテインメントの2本の作品「バイカーズ・リバティ」と「ザ・ニュー・ブリード」に出演。会社は彼に似ているビヨルン・ボルグから採って芸名を「クリステン・ビヨルン」と名付けた。
彼の仕事を扱った書籍の序文の中で、ディレクターのウィリアム・ヒギンズは「ハードコアのゲイ・ビデオの浅い歴史の中でも、クリステン・ビヨルンは現在までに他に類を見ない最高の監督である」と書いている。
1982年、プロのカメラマンとしての夢を実現するためにブラジルに移ると、そこで8年もの間暮らした。最初のうちはブラジル人の男性のヌードのみを撮影し、それをアメリカのゲイ雑誌に売っていた。1985年、彼の友人でもあり師匠でもあるフレッド・バイソンズは自分が働いているアドボケイト・マガジンで働かないかとビヨルンを誘った。それから長年にわたってフレッドからの圧力を受けて、ビヨルンはアドボケイト向けのソフトコアなビデオを作りながらも、自分の創造性を拡大していった。
1988年、彼はエキゾティックな設定の中での6人の筋肉質なブラジル男性のマスターベーション・シーンを含む「トロピカル・ハートウェイヴ」という長編映画で初めて監督とプロデュースを手掛けた。この映画とともに彼は自分の会社を設立し、人種を問わないキャストやブラジルの自然環境を大いに活用した。その後挿入や射精を含む男性間のセックスシーンを撮影した初めてのハードコア映画「カーニバル・イン・リオ」や「アイランド・フィーヴァー」を監督した。
プロダクションから撮影や写真にいたるまで全ての側面にビヨルンはかかわっており、それにより彼独自のスタイルを築き上げている。最初の方の作品ではナレーション以外にセリフは無かったが、のちの作品では脚本に組み込まれるようになった。ビヨルン作品の最大かつもう一つの特徴は異性愛者であるか否かにかかわらず、筋肉質で男性的なモデルを起用してることが挙げられる。

## 作品
監督
- Tropical Heatwave (1989)
- Champs (1989)
- Carnaval in Rio (1989)
- Island Fever (1990)
- Manhattan Latin (1991)
- Caribbean Heat (1991)
- A Sailor in Sydney (1992)
- Jackaroos (1992)
- Manly Beach (1992)
- Call of the Wild (1993)
- Montreal Men (1993)
- Jungle Heat (1994)
- Paradise Plantation (1994)
- Mystery Men (1994)
- The Caracas Adventure (1995)
- The Vampire of Budapest (1995)
- Comrades in Arms (1995)
- Hungary for Men (1996)
- A World of Men (1996)
- Gangsters at Large (1996)
- Amazon Adventure (1996)
- Manwatcher (1997)
- The Anchor Hotel (1997)
- Hot Times in Little Havana (1998)
- Thick as Thieves (1998)
- Wet Dreams 1 (1999)
- Wet Dreams 2 (1999)
- Making It with Kristen Bjorn (documentary) (1999)
- The Isle of Man (2000)
- Dreamers (2000)
- The Agony of Ecstasy (documentary) (2000)
- Men Amongst the Ruins (2001)
- Bone Island (2001)
- Crossroads of Desire (2002)
- Dreamers: An Erotic Journey (2002)
- Parashooter (2003)
- Males Tales (2003)
- Manville (2004)
- Fire Dance (2004)
- Rocks & Hard Places 1&2 (2005)
- El Rancho (2005)
- Skin Deep 1&2 (2006)
- Action! 1&2 (2007)
- Pride 1&2 (2007)
- Horns of Plenty (2008)
- Tropical Adventure 1&2 (2009)
- Costa Brava: The Wild Coast (2010)
- Horns of Plenty 2 (2010)
- Sex City 1&2 (2011)
- Jagged Mountain 1&2 (2012)
- First Time 1&2 (2013)
- Strangers in Prague 1&2 (2014)
- On the Prowl 1&2&3 (2015)
- Bare to the Bone (2016)
- Trouser Bar (2016)
- In the Flesh 1&2 (2017)
- Busting Manholes (2018)
- Deep and Raw (2018)
- Meat Rack (2018)
- Wild Seed (2018)
- Fit to Fuck (2019)
- Catchers in the Raw (2019)
- Bareback Shooters (2020)
- Bigger They Come (2020)
- Man Sex (2020)
- Wild Attraction

エグゼクティブ・プロデューサー
- Hungarians (1997)
- Moscow: The Power of Submission (2000)
- Behind the Curtain (documentary, 2000)
- Italian Style (2002)
- A Sicilian Tale (2002)
- Heartbreak Hotel (2002)
- Out in Tuscany (2003)
- Under the Big Top (2003)
- Ambassadors of the Ice (2003)
- Journey to Greece (2004)
- Legion of Vengeance (2004)
- Hangar (2004)
- Trouser Bar (2015)

## 受賞とノミネート
- 2007 Barcelona International Erotic Film Festival Heatgay Award winner – Best Film (El Rancho – Kristen Bjorn), Best Director (El Rancho – Kristen Bjorn Productions), and Best Script (El Rancho – Kristen Bjorn Productions)[5]
- 2010 XBIZ賞 ノミネート – Gay Studio of the Year (Kristen Bjorn Production)[6]